# Red Rock (comté de Pinal, Arizona)
Red Rock est une census-designated place du comté de Pinal, dans l'État de l'Arizona, aux États-Unis. En 2020, elle compte une population de 2 625 habitants.